# Under the Sign of Hell
Under the Sign of Hell este cel de-al treilea album de studio al formației Gorgoroth. Este singurul album de studio cu Grim și primul cu Ares.
Acest album este mai variat decât precedentele, melodiile agresive făcând loc unor melodii mai lente.

## Versiunea originală lansată în 1997

### Lista pieselor
1. "Revelation Of Doom" - 03:15
2. "Krig" (Război) - 02:43
3. "Funeral Procession" - 03:01
4. "Profetens åpenbaring" (Revelațiile profetului) - 05:20
5. "Postludium" - 01:34
6. "Ødeleggelse og undergang" (Distrugere și damnare) - 04:28
7. "Blood Stains The Circle" - 02:42
8. "The Rite Of Infernal Invocation" - 06:49
9. "The Devil Is Calling" - 03:01

### Personal
- Infernus - chitară, chitară bas (cu excepția piesei 1)
- Pest - vocal
- Grim - baterie
- Ares - chitară bas (piesa 1)

## Versiunea reînregistrată lansată în 2011
În 2011 albumul a fost reînregistrat și lansat prin casa de discuri Regain Records.

### Lista pieselor
1. "Revelation Of Doom" - 03:00
2. "Krig" (Război) - 02:35
3. "Funeral Procession" - 02:58
4. "Profetens åpenbaring" (Revelațiile profetului) - 04:26
5. "Ødeleggelse og undergang" (Distrugere și damnare) - 04:15
6. "Blood Stains The Circle" - 02:41
7. "The Rite Of Infernal Invocation" - 03:16
8. "The Devil Is Calling" - 03:01

### Personal
- Infernus - chitară, chitară bas
- Pest - vocal
- Tomas Asklund - baterie